# Список смертников (телесериал)
«Спи́сок сме́ртников» (англ. The Terminal List) — американский телесериал в жанре триллера и драмы, основанный на одноимённом романе Джека Карра. Премьера всех восьми эпизодов состоялась 1 июля 2022 года на сервисе Amazon Prime Video. 1 февраля 2023 года сериал был продлён на второй сезон.

## Сюжет
В центре сюжета — Джеймс Рис, член спецподразделения «морских котиков» (Navy SEAL), группа которого попала в засаду во время секретной миссии, и в живых остался только он один. Вернувшись домой, Рис узнаёт о тайном сговоре и причастности к трагедии политических элит собственной страны. Используя свой опыт участия в спецоперациях, он начинает собственную миссию по персональному устранению врагов в высших эшелонах власти.

## В ролях

### Главные роли
- Крис Прэтт — Джеймс Рис
- Тейлор Китч — Бен Эдвардс
- Констанс Ву — Кейти Буранек
- Джинн Трипплхорн — Лоррейн Хартли
- Райли Кио — Лорен Рис
- Патрик Шварценеггер — Донни Митчелл
- Арло Мерц — Луси Рис

### Эпизодические роли
- Ламоника Гарретт — коммандер Кокс
- Алексис Лаудер — Николь Дептул
- Том Амандес — Вик
- Джей Ди Пардо — Тони Лиддел
- Кристина Видал Митчелл — Мак Уилсон
- Джаред Шо — Эрнест Викерс
- Катерин Дайер — Рейчел Кэмпбелл
- Реми Аделеке — Террелл Дэниелс
- Джай Кортни — Стивен Хорн
- Дрю Старки — Джуниор Альба
- Хирам Марри — Джексон
- Тайнер Рашинг — Лиз Райли

## Эпизоды
| № | Название                       | Режиссёр        | Автор сценария             | Дата премьеры |
| --- | ------------------------------ | --------------- | -------------------------- | ------------- |
| 1 | «Инграмма» «The Engram»        | Антуан Фукуа    | Дэвид Диджилио             | 1 июля 2022   |
| Лейтенант-коммандер Джеймс Рис возвращается с задания, обернувшегося катастрофой. Выжили только он и его напарник. Рис подозревает масштабный заговор, целью которого было заманить его отряд в ловушку. Сам он страдает от последствий сотрясения мозга. Вскоре он узнает, что его напарник застрелился сразу после возвращения с миссии, но не верит этому и подозревает убийство. На Риса в больнице нападают неизвестные, они пытаются убить его, как до этого убили напарника, но Рису удается отбиться. Приехав домой, он обнаруживает, что его жена и дочь убиты. |                                |                 |                            |               |
| 2 | «Шифрование» «Encoding»        | Эллен Курас     | Дэвид Диджилио             | 1 июля 2022   |
| 3 | «Консолидация» «Consolidation» | Эм Джей Бассетт | Дэниел Шаттак              | 1 июля 2022   |
| 4 | «Отряд» «Detachment»           | Фредерик Туа    | Джон Лопес                 | 1 июля 2022   |
| 5 | «Разрушение» «Disruption»      | Такер Гейтс     | Олу Одебунми, Толу Авосика | 1 июля 2022   |
| 6 | «Быстротечность» «Transience»  | Сильвен Уайт    | Макс Адамс                 | 1 июля 2022   |
| 7 | «Вымирание» «Extinction»       | Фредерик Туа    | Брук Робертс               | 1 июля 2022   |
| 8 | «Рекламация» «Reclamation»     | Сильвен Уайт    | Лиза Лонг, Хенна Секандер  | 1 июля 2022   |

## Производство
В апреле 2020 года стало известно о начале разработки сериала «Список смертников» по одноимённому роману Джека Карра с Крисом Прэттом в главной роли. В следующем месяце было объявлено, что сериал находится в производстве компании Amazon Studios и выйдет на сервисе Amazon Prime Video.
В начале 2021 года стало известно, что в сериале снимутся Тейлор Китч, Констанс Ву, Джинн Трипплхорн, Райли Кио и шурин Криса Прэтта Патрик Шварценеггер.
Съёмки сериала начались 9 марта 2021 года.
Премьера всех восьми эпизодов состоялась 1 июля 2022 года на Prime Video.
1 февраля 2023 года телесериал был продлён на второй сезон. Тогда же был анонсирован приквел, посвящённый персонажу Бену Эдвардсу (его сыграл Тейлор Китч). Приквел получил название «Список смертников: Тёмный волк», его премьера состоится 27 августа 2025 года.

## Восприятие
На сайте-агрегаторе Rotten Tomatoes рейтинг телесериала составляет 40 % на основании 58 рецензий критиков со средним баллом 5,3 из 10. При этом зрительский рейтинг гораздо выше и составляет 94 %.
На сайте-агрегаторе Metacritic рейтинг телесериала составляет 40 баллов из 100 возможных на основании на 25 рецензий критиков, что означает «смешанные или средние отзывы», тогда как зрительский рейтинг составляет 7,8 из 10.
На сайте IMDb телесериал имеет рейтинг 7,9 из 10 на основании 108 тысяч оценок пользователей ресурса.
Автор книги Джек Карр так ответил на негативные рецензии критиков: «95-процентный рейтинг зрителей, аудитории стоит того. Мы не делали шоу для критиков».